# Dīzaj-e Ḩātam Khān
Dīzaj-e Ḩātam Khān (persiska: دیزج حاتم خان) är en ort i Iran.   Den ligger i provinsen Västazarbaijan, i den nordvästra delen av landet, 700 km nordväst om huvudstaden Teheran. Dīzaj-e Ḩātam Khān ligger 1 053 meter över havet och antalet invånare är 297.
Terrängen runt Dīzaj-e Ḩātam Khān är huvudsakligen kuperad, men den allra närmaste omgivningen är platt.Runt Dīzaj-e Ḩātam Khān är det ganska tätbefolkat, med 75 invånare per kvadratkilometer. Närmaste större samhälle är Qarah Ẕīā' od Dīn, 5,2 km nordväst om Dīzaj-e Ḩātam Khān. Trakten runt Dīzaj-e Ḩātam Khān består i huvudsak av gräsmarker.